# Serbia i Czarnogóra na Zimowych Igrzyskach Olimpijskich 2006
Serbię i Czarnogórę na Zimowych Igrzyskach Olimpijskich 2006 reprezentowało 7 zawodników. Wystartowali oni w narciarstwie alpejskim, biegach narciarskich, łyżwiarstwie figurowym i biathlonie.
Był to pierwszy start Serbii i Czarnogóry pod tą nazwą na zimowych igrzyskach olimpijskich. Na igrzyskach olimpijskich w roku 1998 i 2002 wystąpili jako Jugosławia.

## Wyniki reprezentantów Serbii i Czarnogóry

### Narciarstwo alpejskie
Kobiety
- Jelena Lolović

kombinacja – DNF
slalom – 43. miejsce
slalom gigant – 30. miejsce
supergigant – 43. miejsce
- Marija Trmčić

slalom – 46. miejsce
Mężczyźni
- Želimir Vuković

slalom – DSQ

### Biathlon
Mężczyźni
- Aleksandar Milenković

sprint – 86. miejsce
bieg indywidualny – 85. miejsce

### Biegi narciarskie
Mężczyźni
- Aleksandar Milenković

50 km stylem dowolnym – DNF
Kobiety
- Branka Kuzeljević

15 km stylem łączonym – DNF

### Łyżwiarstwo figurowe
Mężczyźni
- Trifun Živanović

soliści – 26. miejsce